# Kontrollzon
En kontrollzon är ett kontrollerat luftrum kring en flygplats, som skall skydda flygtrafiken till och från flygplatsen.

### Fotnoter
1. ↑  ”Transportstyrelsen luftrum.”. Arkiverad från originalet den 25 december 2016. https://web.archive.org/web/20161225001032/http://www.lfv.se/tjanster/luftrumstjanster/flyghinderanalys/luftrum. Läst 24 december 2016.